# Ardisia polycephala
Ardisia polycephala Wall. ex A.DC. – gatunek roślin z rodziny pierwiosnkowatych (Primulaceae). Występuje naturalnie w Mjanmie, Laosie, Tajlandii oraz Chinach (w prowincji Junnan). 

## Morfologia
PokrójZimozielone drzewo lub krzew. Dorasta do 8 m wysokości.
LiścieBlaszka liściowa ma podługowaty lub lancetowaty kształt. Mierzy 12–20 cm długości oraz 4–8,5 cm szerokości, jest całobrzega, ma tępą lub klinową nasadę i spiczasty wierzchołek. Ogonek liściowy jest nagi i ma 10–20 mm długości.
KwiatyZebrane w wierzchotkach wyrastających z kątów pędów. Mają działki kielicha o owalnym kształcie i dorastające do 5 mm długości. Płatki są owalne i mają różową barwę oraz 8–10 mm długości.
OwocPestkowce mierzące 5 mm średnicy, o kulistym kształcie.

## Biologia i ekologia
Rośnie w lasach, na wysokości do 900 m n.p.m.